# 내촌초등학교 (경기)
내촌초등학교는 대한민국 경기도 포천시 내촌면 내리에 있는 공립 초등학교이다.

## 학교 연혁
- 1930년 12월 17일 내촌공립보통학교(4년제) 개교설립인가 6월 30일)
- 1938년 4월 1일 내촌공립심상소학교 개칭[1]
- 1941년 4월 1일 내촌공립국민학교 개칭[2]
- 1942년 4월 1일 6년제 개편
- 1981년 3월 10일 병설유치원 개원
- 1995년 10월 25일 급식실 신축
- 1996년 3월 1일 내촌초등학교로 개칭[3]
- 2004년 9월 1일 초등돌봄교실 신축
- 2009년 1월 24일 조회대 신축 공사
- 2020년 1월 6일 제86회 졸업식
- 2020년 9월 1일 제32대 안광인 교장 부임

## 상징
- 교화 - 개나리 : 개나리는 노랗고 번식력이 강하며, 낱개의 꽃보다 모여 있을 때 아름다워 평화, 번영, 단결력, 부드러움을 상징한다.
- 교목 - 은행나무 : 한 그루의 은행나무는 조금도 버릴 것이 없는 나무로서 은행나무처럼 꼭 필요한 사람이 되라는 뜻이다.

## 참고 자료
- 내촌초등학교 - 한국교육학술정보원 학교알리미